# 梨山癭蚜
梨山癭蚜（学名：Eriosoma lishanense）为綿癭蚜科榆癭蚜屬下的一个种。